# Gazo

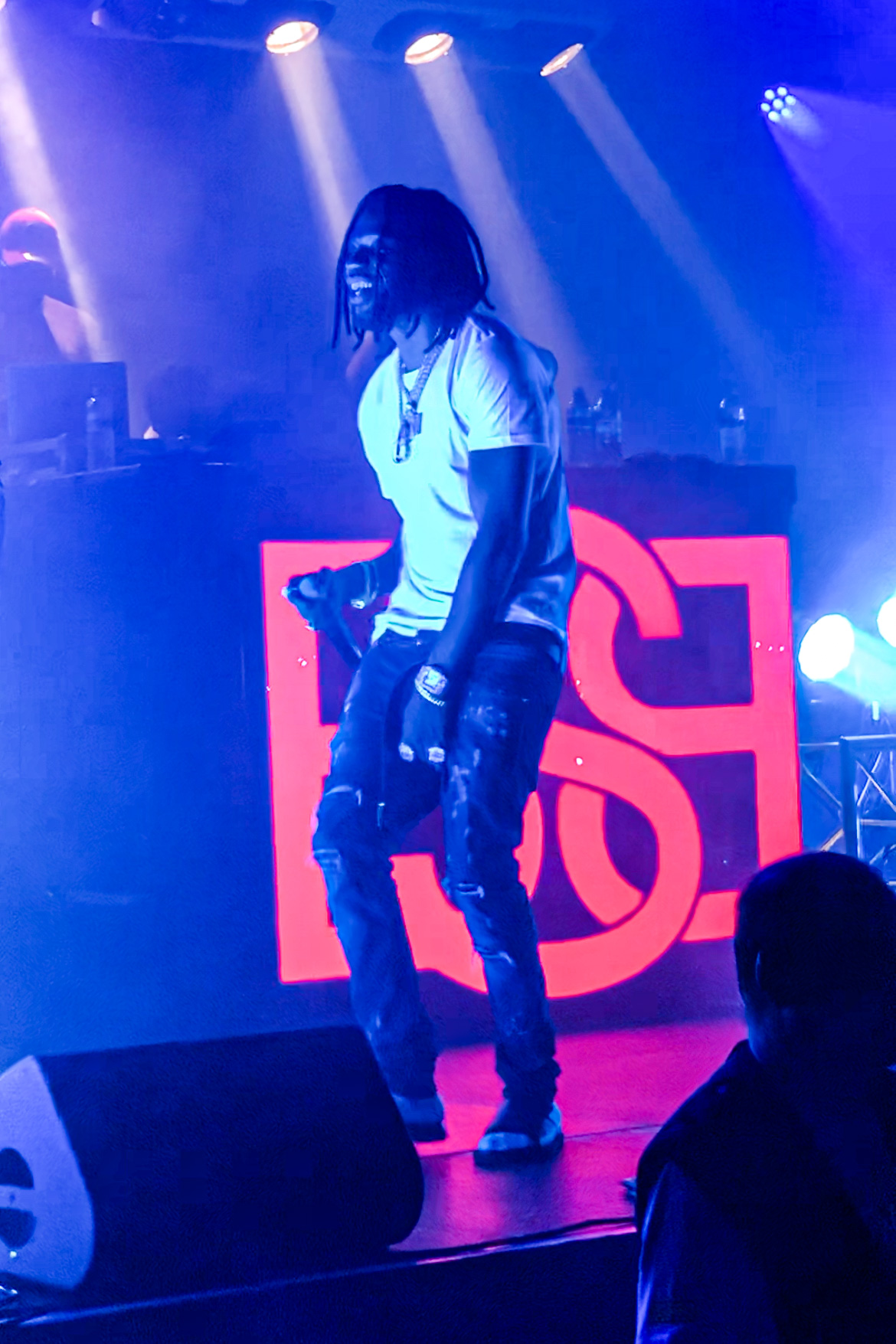
Gazo, 2022

Gazo (* 5. August 1994 in Châteauroux; bürgerlich Ibrahima Diakité) ist ein französischer Drill-Rapper.

## Leben
Gazo wurde 1994 als jüngstes von fünf Kindern in Châteauroux geboren. Dort wuchs er in bescheidenen Verhältnissen auf. Aus diesem Grund habe er beschlossen, sich zur Verarbeitung der Musik zuzuwenden.

## Karriere
Mit seiner Single Drill FR 4 schaffte er es im Juni 2020 erstmals in die französischen Singlecharts.
Im Februar 2021 veröffentlichte er sein Debütalbum Drill FR. Im Juli 2022 folgte KMT. Mit beiden Alben erreichte er in seiner Heimat Platz eins der Charts.

## Diskografie
StudioalbenGazo/Diskografie